# Duntzenheim
Duntzenheim je občina v departmaju Bas-Rhin francoske regije Alzacija.
Leta 1990 je v občini živelo 511 oseb oz. 82 oseb/km².